# Hrabstwo Atascosa
Hrabstwo Atascosa (ang. Atascosa County) – hrabstwo w USA, w stanie Teksas. Stolicą hrabstwa jest Jourdanton. Hrabstwo Atascosa zostało utworzone w 1856 roku z hrabstwa Bexar i nazwane tak od rzeki Atascosa.

## Sąsiednie hrabstwa
- Hrabstwo Bexar – północ
- Hrabstwo Wilson – północny wschód
- Hrabstwo Karnes – wschód
- Hrabstwo Live Oak – południowy wschód
- Hrabstwo McMullen – południe
- Hrabstwo La Salle – południowy zachód
- Hrabstwo Frio – zachód
- Hrabstwo Medina – północny zachód

## Miasta
- Christine
- Charlotte
- Jourdanton
- Lytle
- Pleasanton
- Poteet

## CDP
- Leming

## Demografia

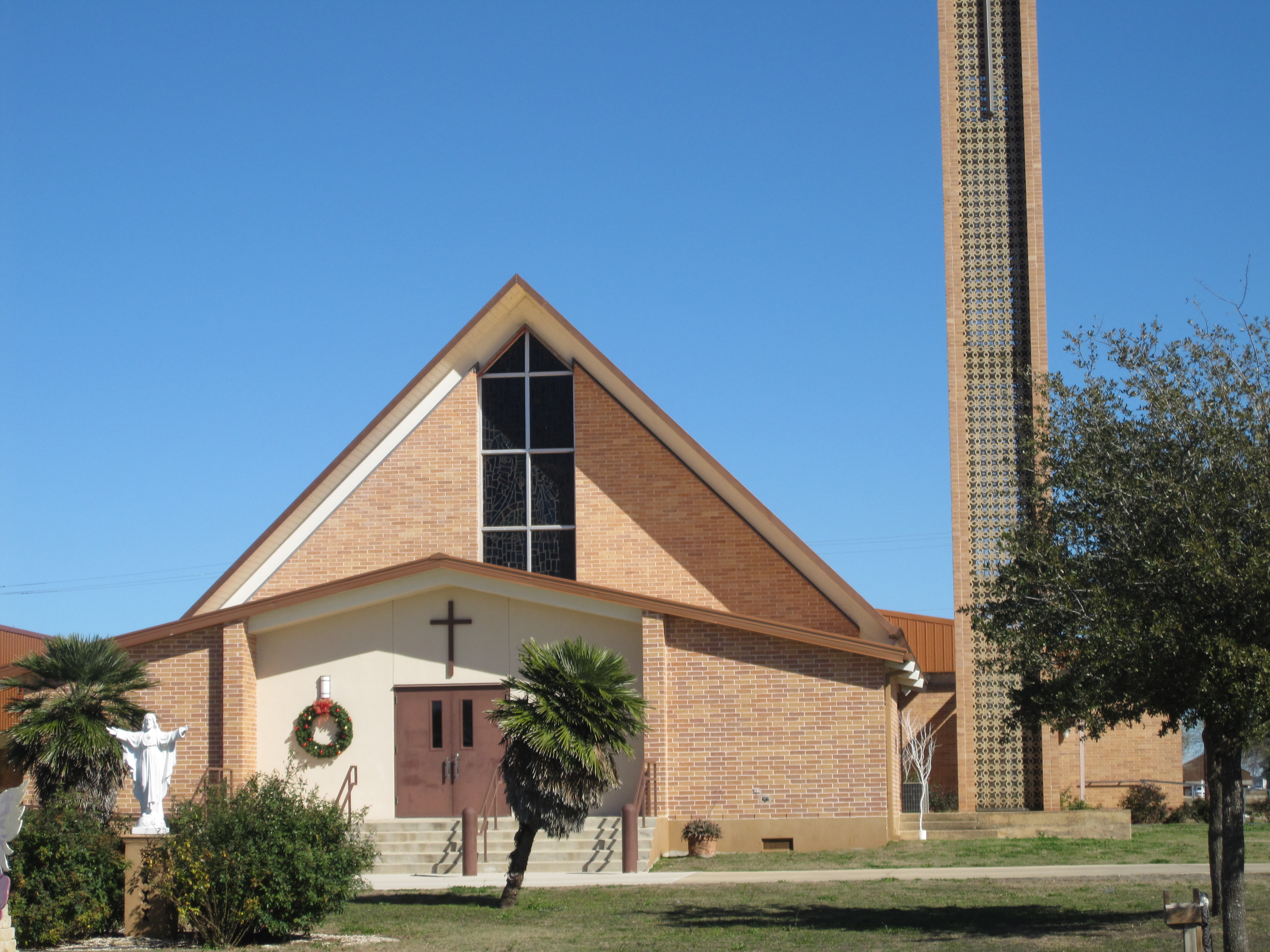
Kościół katolicki św. Mateusza w Jourdanton.

W 2020 roku 64,8% mieszkańców hrabstwa stanowią Latynosi i 32,8% to pozostała ludność biała nielatynoska. Pod względem pochodzenia do największych grup należą osoby pochodzenia: meksykańskiego (60,9%), niemieckiego (9,7%), irlandzkiego (5,5%) i angielskiego (5,2%).

## Religia
W 2010 roku pod względem członkostwa do największych grup religijnych w hrabstwie należą: Kościół katolicki (30,3%) i Południowa Konwencja Baptystów (12,5%). 
Inne grupy religijne w hrabstwie to: metodyści, ewangelikalni bezdenominacyjni, mormoni, campbelicci, liberalni luteranie, zielonoświątkowcy, świadkowie Jehowy, adwentyści dnia siódmego, pietyści, uświęceniowcy, liberalni prezbiterianie, episkopalni i wolni luteranie.